# Johannes Hendrik Feldmeijer
Johannes Hendrikus (Henk) Feldmeijer (ur. 30 listopada 1910 w Assen, zm. 22 lutego 1945 w rejonie Raalte) – holenderski polityk i kolaborant, szef holenderskiego SS podczas II wojny światowej.

## Okres przedwojenny
Johannes Hendrikus Feldmeijer w 1928 r. ukończył szkołę średnią. Następnie studiował matematykę i fizykę na Uniwersytecie Rijks w Groningen, ale w 1931 r. zawiesił studia. W tym czasie zaangażował się w działalność polityczną. Zainspirowany hasłami głoszonymi przez przywódcę Narodowo-Socjalistycznego Ruchu Holenderskiego (NSB) Antona A. Musserta w 1932 r. wstąpił do tej partii. Działał na polu propagandy partyjnej w Groningen i okolicach, występując na wiecach i wygłaszając wiele przemówień. Jego aktywność dostrzegł A. A. Mussert i zatrudnił go w Departamencie Propagandy NSB w Utrechcie. J. H. Feldmeijer kilka razy wyjeżdżał także do Niemiec, gdzie nawiązał tajne kontakty z SS, a także do Włoch i Skandynawii. W 1935 r. – po oblaniu egzaminów – rzucił studia i całkowicie poświęcił się działalności politycznej w NSB. W partii należał do radykalnego skrzydła, kierowanego przez Rosta van Tonningena, które opowiadało się za włączeniem Holandii do Rzeszy Niemieckiej oraz głosiło hasła rasistowskie i silnie antysemickie. Wzorowano się na programie nazistowskiej NSDAP. W 1937 r. J. H. Feldmeijer został ważnym członkiem społeczno-kulturalnej organizacji Der Vaderen Erfdeel, przemianowanej w 1940 r. na Volksche Werkgemeenschap, która promowała germańską kulturę. Jesienią 1937 r. z powodu konfliktu z A. A. Mussertem przeniesiono go na stanowisko szefa dystryktu Salland. W sierpniu 1939 r. współtworzył z R. van Tonningenem Mussert-Garde (straż przyboczną przywódcy NSB), a następnie stanął na jej czele. W tym czasie ponownie wyjeżdżał kilka razy do Niemiec, gdzie występował w Radio-Bremen. Jednocześnie zacieśniał swoje kontakty z wysokimi funkcjonariuszami SS. 3 maja 1940 r. władze holenderskie internowały go wraz z innymi działaczami NSB w Fort Prins Frederik w Ooltgensplaat (wyspa Flakkee,prowincja Zuid-Holland). Po najeździe Niemiec na Holandię 10 maja, został przetransportowany przez Belgię do Francji, gdzie 30 maja w Calais uwolnili go hitlerowscy żołnierze.

## Okupacja niemiecka
2 czerwca 1940 r. powrócił do okupowanego kraju. Kilka dni później R. van Tonningen przedstawił go wyższemu dowódcy SS i policji w Holandii SS-Obergruppenführerowi Hansowi Albinowi Rauterowi, który był pod dużym wrażeniem jego charyzmy i aktywności. W rezultacie 11 września stanął na czele Nederlandsche SS. Pomimo tego, że stanowiło ono część NSB, w rzeczywistości całkowicie podlegało SS. J. H. Feldmeijer wstąpił także ochotniczo na pocz. 1941 r. do 1 Dywizji Pancernej SS "Leibstandarte SS Adolf Hitler", w której służył do maja podczas kampanii bałkańskiej w Jugosławii i Grecji. Po najeździe Niemiec na ZSRR 22 czerwca, prowadził akcję rekrutacyjną Holendrów, głównie członków holenderskiego SS, do Pułku SS "Westland". Ponownie służył w szeregach Waffen-SS w okresie od czerwca 1942 r. do marca 1943 r. jako dowódca baterii artylerii przeciwlotniczej w Pułku SS "Westland" w składzie 5 Dywizji Pancernej SS "Wiking". Walczył wówczas na froncie wschodnim w południowej Rosji. Na koniec służby dostał awans do stopnia SS-Standartenführera Allgemeine-SS, a w marcu 1944 r. – po szkoleniu oficerskim – do stopnia SS-Hauptsturmführera. Otrzymał także Krzyż Żelazny 2 klasy. Od września do listopada 1943 r. stał na czele oddziału specjalnego, tzw. Sonderkommando Feldmeijer, który zamordował kilkadziesiąt Holendrów-antyfaszystów w ramach "Silbertanne Aktion" w odpowiedzi na wzrost aktywności ruchu oporu. We wrześniu 1944 r. brał udział w rozbudowie formacji obrony terytorialnej Landstorm Nederland, a w lutym 1945 r. został przydzielony do dowództwa jednego z jej batalionów. Zginął 22 lutego koło Raalte podczas ataku alianckiego samolotu, kiedy wracał na front. Natomiast według części źródeł rozstrzelali go jego podkomendni. Został pochowany kilka dni później na cmentarzu w Haren (Ems).